# Tierra de vampiros
Tierra de vampiros es una novela de terror escrita en el año 2007 por John Marks, productor de 60 minutes. Es una historia actualizada y reimaginada de Drácula de Bram Stoker, ambientada en Nueva York del siglo XXI. Como la novela en que se basa, Tierra de vampiros está escrita en varios capítulos y partes como un relato epistolar formado por e-mails, entradas de diarios y cartas. Fue nominada al Premio World Fantasy.

## Sinopsis
Enviada por el programa periodístico La hora, la periodista Evangeline Harker viaja a Rumanía para entrevistar a un destacado criminal de Europa Oriental, Ion Torgu, pero una vez en el lugar, Evangeline descubre que la verdadera naturaleza de las actividades de Ion Torgu son mucho más monstruosas de lo que la humanidad se puede imaginar. El hecho de no conseguir la entrevista que había venido a realizar se convierte en la última de sus preocupaciones. 
Mientras tanto en Nueva York, la familia y los compañeros de trabajo de Evangeline la dan por desaparecida, pero de repente, varios meses después, reciben noticias de ella: de forma milagrosa se encuentra convaleciente en un monasterio de Transilvania, con su memoria dañada. Pero alguien, con el nombre de Evangeline, ha estado enviando correo electrónico a Stimson Beevers, un amigo, periodista de 'La Hora', el cual se encuentra enamorado de ella, así como varias cajas parecidas a ataúdes y objetos antiguos. El sistema de sonido parece infectado por un extraño virus, un zumbido que cubre todas las grabaciones y con una voz siseante que parece entonar el nombre de antiguos lugares donde se produjeron masacres y tragedias. Al mismo tiempo algunos empleados comienzan a adoptar extraños hábitos y comportamientos, y se rumorea que alguien del programa ha conseguido que Ion Torgu acepte una entrevista en Nueva York.

## Personajes
- Evangeline Harker: La joven protagonista es una mujer de Texas, que consiguió un prestigioso puesto periodístico gracias a su encanto y naturaleza práctica como productora asociada de La hora, por lo que recibió la oportunidad de conseguir una entrevista con Ion Torgu. En Bucarest se encuentra con Clementine Spence, una extraña mujer que la alerta de aquello con lo que va a encontrarse. Después de que Evangeline se reúne con Torgu, sufre una oscura transformación y desaparece tras asesinar a Clementine. Dos meses después es encontrada de forma milagrosa en un monasterio transilvano, con sus recuerdos aparentemente borrados. El nombre de Evangeline Harker es una mezcla de Jonathan Harker y Mina Murray, dos personajes de Drácula.
- Ion Torgu: El antagonista de la novela es un vampiro que adopta la identidad de un traficante de armas de Europa Oriental y que se cree que ocupa una posición importante en el crimen organizado. Posee varios rasgos similares a la figura del Conde Drácula, pero es mucho más tosco y directo.
- Clementine "Clemmie" Spence: Una joven misionera de Texas que advierte a Evangeline del peligro que la acecha si se reúne con Torgu. Le cuenta una anécdota personal sobre una extraña plaga sobrenatural que afectó a toda una comunidad en África.
- Austen Trotta: Uno de los principales directivos de La Hora. se comunica con Evangeline mediante el correo y al principio parece ignorante de lo que ocurre a su alrededor, aunque se muestra especialmente intrigado por los cambios en su productor asociado.
- Julia Barnes: Una mujer decidida y con un antiguo pasado rebelde que se ha convertido en editora de La Hora. Termina eligiendo la oficina equivocada.
- Stimson Beevers: Un joven productor que es quien peor sufre la desaparición de Evangeline aparte de su propia familia.
- Robert: El prometido de Evangeline y chef de cocina
- Harker: Padre de Evangeline.

## Adaptación cinematográfica
Para el año 2011 está previsto el estreno de una película basada en Tierra de vampiros, protagonizada y producida por Hilary Swank y guionizada por Mark Wheaton. Actualmente se encuentra en proceso de desarrollo.